# Potthucke

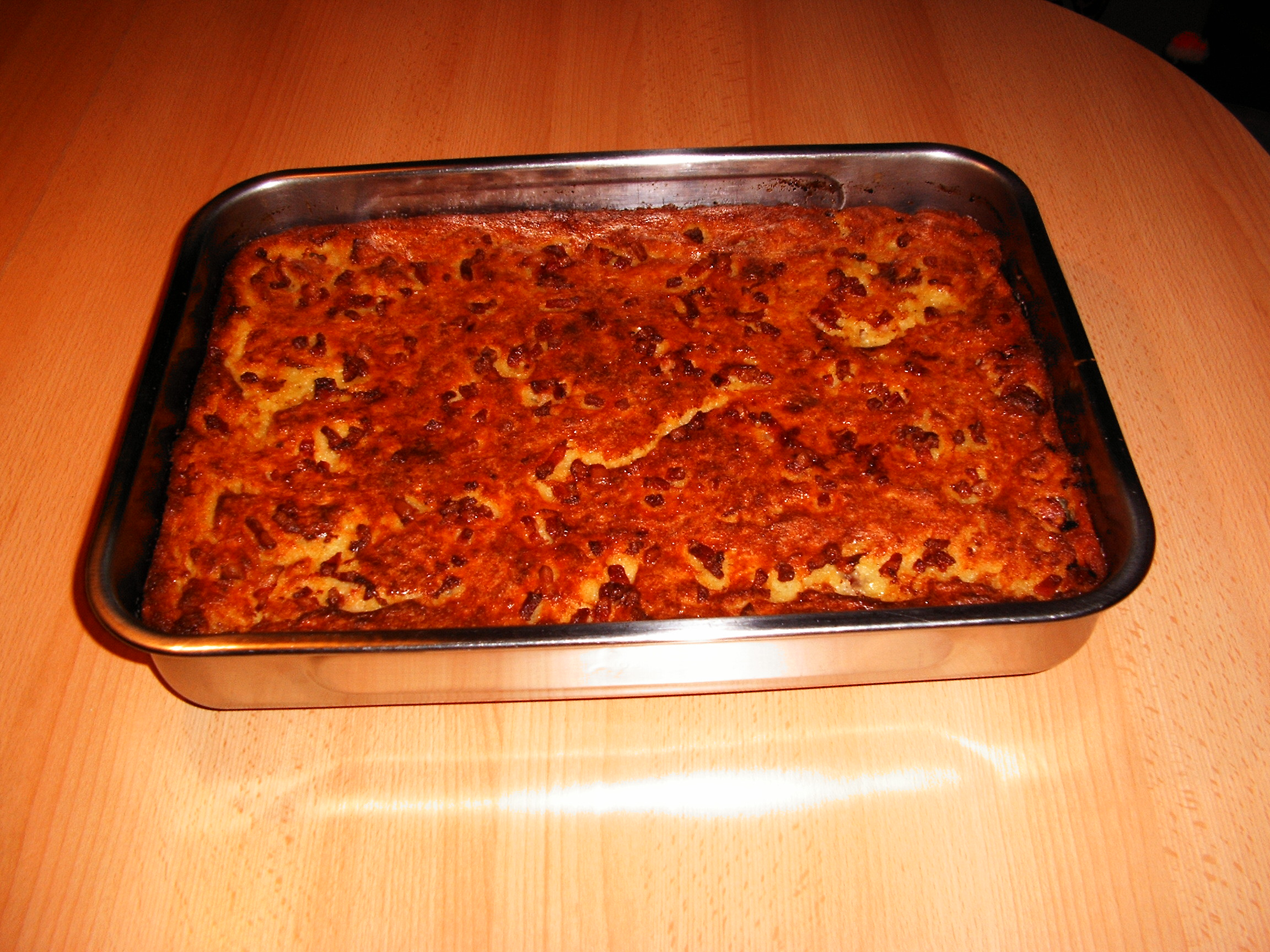
preparación antes de servir.

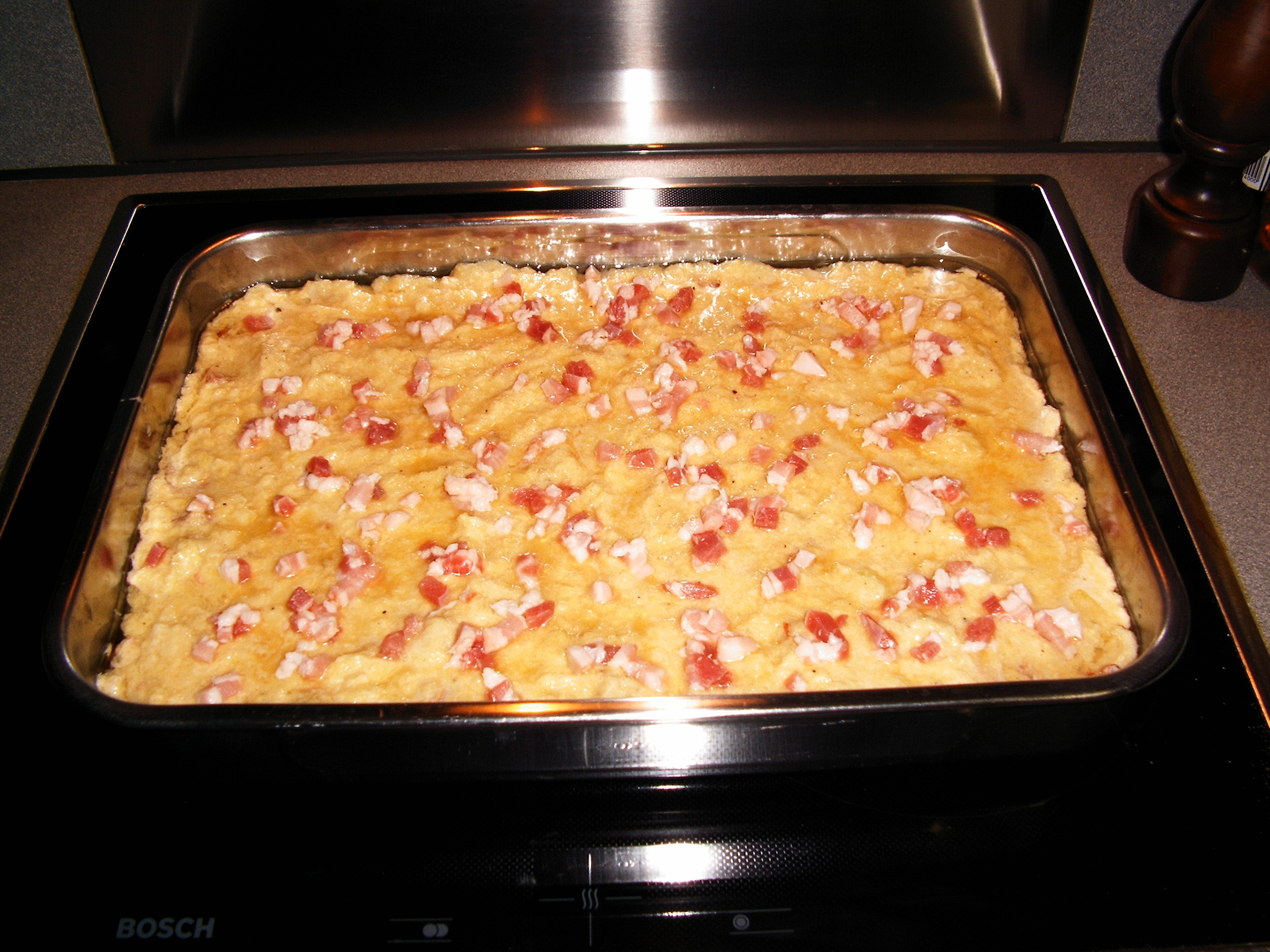
preparación antes de entrar en el horno.

El Potthucke es un plato de patata tradicional de la cocina alemana originario de la región montañosa del Sauerland en Nordrhein-Westfalen Alemania, el nombre del plato proviene de la expresión: «das was im Topf hockt» ('lo que está en la olla'). Se trata de un plato sencillo que se hace al horno y que corresponde a las comidas de campesino que hoyen día puede encontrarse en los menús de cualquier restaurante de la comarca. 

## Preparación
Se toman patatas y cebollas, se pelan y se cortan. Junto con harina y salchichas de tipo Mettwurst picadas se hace una masa que se sazona, se le añade pimienta negra y nuez moscada, todo junto se introduce al horno a 200 grados de 80 a 90 minutos. Se suele servir en platos; las bebidas más populares que pueden acompañar a estos platos son cerveza o un aguardiente.

## Variantes
En el Rheinland existen platos muy parecidos al Potthucke, con algunas variantes diferentes que lo convierten en una especialidad propia de la comarca, por ejemplo el Döppcheskooche, Döbbekuchen, Dibbelabbes, Kesselskooche, etc..
- Datos: Q1278795
- Multimedia: Potthucke / Q1278795